# Крис Бенет
Крис Бенет (енгл. Chris Bennett; Абердин, Шкотска 17. децембар 1989) је британски бацач кладива. Такмичио се на Олимпијским играма 2016. и заузео је 19. место у бацању кладива резултатом 71,32 метра
На Играма Комонвелта 2014. представљао је Шкотску. У финалу био је 12. са 61,92 м.
Лични рекорд
| Дисциплина     | Резултат | Место      | Датум         |
| -------------- | -------- | ---------- | ------------- |
| Бацање кладива | 76,45 м  | Будимпешта | 10. јун 2016. |